# CcMixter
CcMixter（シーシーミックスター）は、クリエイティブ・コモンズ・ライセンスの再利用可能な各種音源を提供しているコミュニティ・ウェブサイトである。
多くの類似サイトにおいては、音源利用者に対し再利用著作物の権利を放棄する既定が設けられているが、当サイトにおいては同様の制限はない。
サイト内において、ビースティ・ボーイズやデヴィッド・バーンなど著名音楽家を含む、10,000以上のサンプルを保有している。
文化的影響として、著作物の再利用を妨げるアメリカレコード協会などと対立することが多い。
2009年10月にクリエイティブ・コモンズの一事業として創設された後、コミュニティ内の人物が経営するネットレーベルのArtisTech Mediaに運営を移管した。
無料のiPhone及びiPad用アプリでサイトの閲覧や試聴、ダウンロードやDropboxへの転送が可能である。